# Vegyes csapat 4 × 400 méteres váltófutás a 2020. évi nyári olimpiai játékokon
A 2020. évi nyári olimpiai játékokon az atlétika vegyes csapat 4 × 400 méteres váltófutás versenyszámát 2021. július 30–31. között rendezték a tokiói olimpiai stadionban. Az aranyérmet a lengyel csapata nyerte.
Ez a versenyszám először szerepelt olimpiai programban. Nemzetközi versenynen először a 2017-es IAAF World Relays-en debütált, világbajnokságon pedig a 2019-ben rendezték az első versenyt. Ez volt az első olyan atlétikai versenyszám az olimpiák történetében, ahol férfiak és nők együtt versenyeztek. A váltó csapat négy tagja két férfi és két női futóból állt. A sorrendet a csapatok szabadon határozhatták meg. A döntőben minden csapat férfi, nő, nő, férfi sorrendben futott.

## Rekordok
A versenyt megelőzően a következő rekordok voltak érvényben:
| Világrekord     | Egyesült Államok (USA) · Wilbert London, Allyson Felix, Courtney Okolo, Michael Cherry | 3:09,34 | Doha, Katar | 2019. szeptember 29. |
| Olimpiai rekord | Új versenyszám                                                                         |         |             |                      |

A versenyen a döntőben futott győztes idő lett az új olimpiai csúcs.

## Eredmények
Az időeredmények perc:másodpercben értendők. A rövidítések jelentése a következő:
| - WR: világrekord - WL: a szezon legjobb ideje a világon - OR: olimpiai rekord - AR: kontinens rekord - NR: országos rekord | - PB: egyéni legjobb eredménye - SB: 2021-ben az addigi legjobb eredménye - DNS: nem indult a futamon - DNF: nem ért célba - qJ: fellebbezés után továbbjutott |

### Előfutamok
Minden előfutam első három helyezettje automatikusan a döntőbe jutott. Az összesített eredmények alapján további két csapat jutott a döntőbe.
1. előfutam
| H  | Pálya | Nemzet                      | Versenyzők                                                                                   | Reakcióidő | E       | Mj     |
| -- | ----- | --------------------------- | -------------------------------------------------------------------------------------------- | ---------- | ------- | ------ |
| 1. | 3     | Egyesült Államok (USA)      | Elija Godwin, Lynna Irby, Taylor Manson, Bryce Deadmon                                       | 0,182      | 3:11,39 | Q, SB  |
| 2. | 7     | Dominikai Köztársaság (DOM) | Lidio Andrés Feliz, Marileidy Paulino, Anabel Medina, Luguelín Santos                        | 0,253      | 3:12,74 | Q, NR  |
| 3. | 2     | Belgium (BEL)               | Alexander Doom, Imke Vervaet, Camille Laus, Jonathan Borlée                                  | 0,177      | 3:12,75 | Q, NR  |
| 4. | 5     | Írország (IRL)              | Cillin Greene, Phil Healy, Sophie Becker, Christopher O'Donnell                              | 0,137      | 3:12,88 | q, NR  |
| 5. | 4     | Németország (GER)           | Marvin Schlegel, Corinna Schwab, Ruth Spelmeyer, Manuel Sanders                              | 0,189      | 3:12,94 | qJ, NR |
| 6. | 6     | Spanyolország (ESP)         | Samuel García, Laura Bueno, Aauri Bokesa, Bernat Erta                                        | 0,176      | 3:13,29 | NR     |
| 7. | 8     | Nigéria (NGR)               | Ifeanyi Emmanuel Ojeli, Imaobong Nse Uko, Samson Oghenewegba Nathaniel, Patience Okon George | 0,196      | 3:13,60 | AR     |

2. előfutam
| H  | Pálya | Nemzet               | Versenyzők                                                                       | Reakcióidő | E       | Mj        |
| -- | ----- | -------------------- | -------------------------------------------------------------------------------- | ---------- | ------- | --------- |
| 1. | 2     | Lengyelország (POL)  | Dariusz Kowaluk, Iga Baumgart-Witan, Małgorzata Hołub-Kowalik, Kajetan Duszyński | 0,156      | 3:10,44 | Q, OR, AR |
| 2. | 9     | Hollandia (NED)      | Jochem Dobber, Lieke Klaver, Lisanne de Witte, Ramsey Angela                     | 0,178      | 3:10,69 | Q, NR     |
| 3. | 5     | Jamaica (JAM)        | Sean Bailey, Junelle Bromfield, Stacey-Ann Williams, Karayme Bartley             | 0,180      | 3:11,76 | Q, NR     |
| 4. | 6     | Nagy-Britannia (GBR) | Cameron Chalmers, Zoey Clark, Emily Diamond, Lee Thompson                        | 0,189      | 3:11,95 | q, NR     |
| 5. | 7     | Olaszország (ITA)    | Edoardo Scotti, Alice Mangione, Rebecca Borga, Vladimir Aceti                    | 0,184      | 3:13,51 | NR        |
| 6. | 4     | Ukrajna (UKR)        | Mikita Barabanov, Katerina Klimjuk, Alina Lohvinenko, Olekszandr Pohorilko       | 0,157      | 3:14,21 |           |
| 7. | 8     | Brazília (BRA)       | Pedro Luiz de Oliveira, Tiffani Marinho, Tábata de Carvalho, Anderson Henriques  | 0,185      | 3:15,89 | AR        |
| 8. | 3     | India (IND)          | Muhammed Anas, Revathi Veeramani, Subha Venkatesan, Arokia Rajiv                 | 0,158      | 3:19,93 | SB        |

### Döntő
| H     | Pálya | Nemzet                      | Versenyzők                                                                   | Reakcióidő | E       | Mj        |
| ----- | ----- | --------------------------- | ---------------------------------------------------------------------------- | ---------- | ------- | --------- |
| Arany | 5     | Lengyelország (POL)         | Karol Zalewski, Natalia Kaczmarek, Justyna Święty-Ersetic, Kajetan Duszyński | 0,157      | 3:09,87 | OR AR     |
| Ezüst | 6     | Dominikai Köztársaság (DOM) | Lidio Andrés Feliz, Marileidy Paulino, Anabel Medina, Alexander Ogando       | 0,184      | 3:10,21 | NR        |
| Bronz | 4     | Egyesült Államok (USA)      | Trevor Stewart, Kendall Ellis, Kaylin Whitney, Vernon Norwood                | 0,167      | 3:10,22 | SB        |
| 4.    | 7     | Hollandia (NED)             | Liemarvin Bonevacia, Lieke Klaver, Femke Bol, Ramsey Angela                  | 0,209      | 3:10,36 | NR        |
| 5.    | 8     | Belgium (BEL)               | Dylan Borlée, Imke Vervaet, Camille Laus, Kévin Borlée                       | 0,165      | 3:11,51 | NR        |
| 6.    | 2     | Nagy-Britannia (GBR)        | Nicklas Baker, Nicole Yeargin, Emily Diamond, Cameron Chalmers               | 0,169      | 3:12,07 |           |
| 7.    | 9     | Jamaica (JAM)               | Sean Bailey, Stacey-Ann Williams, Tovea Jenkins, Karayme Bartley             | 0,208      | 3:14,95 |           |
| 8.    | 1     | Írország (IRL)              | Cillin Greene, Phil Healy, Sophie Becker, Christopher O'Donnell              | 0,140      | 3:15,04 |           |
|       | 3     | Németország (GER)           | Marvin Schlegel, Corinna Schwab, Nadine Gonska, Manuel Sanders               | 0,182      | DQ      | TR 24.6.3 |